# Wolfsberg (Bober-Katzbach-Vorgebirge)
Der Wolfsberg (polnisch Wilkołak auch Wilcza Góra) ist ein markanter Berg in der Woiwodschaft Niederschlesien in Polen. Er liegt am nordwestlichen Rand des Bober-Katzbach-Vorgebirges, zwischen den Orten Goldberg (Złotoryja), Bad Hermsdorf (Jerzmanice-Zdrój) und Wolfsberg (Wilków).

## Geologie
Der Wolfsberg ist ein Überbleibsel des Schlots eines neogenen Vulkans, der zur Zeit des mittleren Miozän, vor etwa 15,5 Millionen Jahren aktiv war. Während des Steinbruchbetriebes wurden oberkreidezeitliche Sandsteine innerhalb einer Basanit-Lagerstätte freigelegt. Dank des Steinabbruchs liegt ein fast vollständiger Querschnitt des Vulkanschlot zu Tage, in dem sich verschiedene Arten von vulkanischem Gestein und älteren Sandsteinen und Auswirkungen vulkanischer Phänomene studieren lassen. Die interessanteste Form ist die sogenannte Lavarosette – ein System von Säulen, die sich sternförmig von einem Punkt aus ausbreiten.

## Naturschutzgebiet
Am Wolfsberg ist ein Naturschutzgebiet mit einer Fläche von 1,69 Hektar ausgewiesen. In den Spalten der Verwitterungsbasalte wachsen seltene Chasmophyten, neben dem Gewöhnlichen Tüpfelfarn der Ruprechtsfarn, die Mauerraute, der Nordische Streifenfarn und der Braunstielige Streifenfarn. Außerdem gibt es den Gelben Frauenschuh, den Adlerfarn, den Echten Wurmfarn, Wald-Frauenfarn, Zerbrechlichen Blasenfarn. Im Unterholz wachsen Sträucher wie Haselnuss, Schwarzdorn, Holunder, Schilfrohr, Wildrose, Stachelbeere, schlesische Brombeere, Berberitze, schlesische Weide und Eibe sowie die seltenere Gemeine Wolfsmilch.

## Geschichte
Zu deutscher Zeit (vor 1945) bestand auf der Gipfelfläche eine Baude.

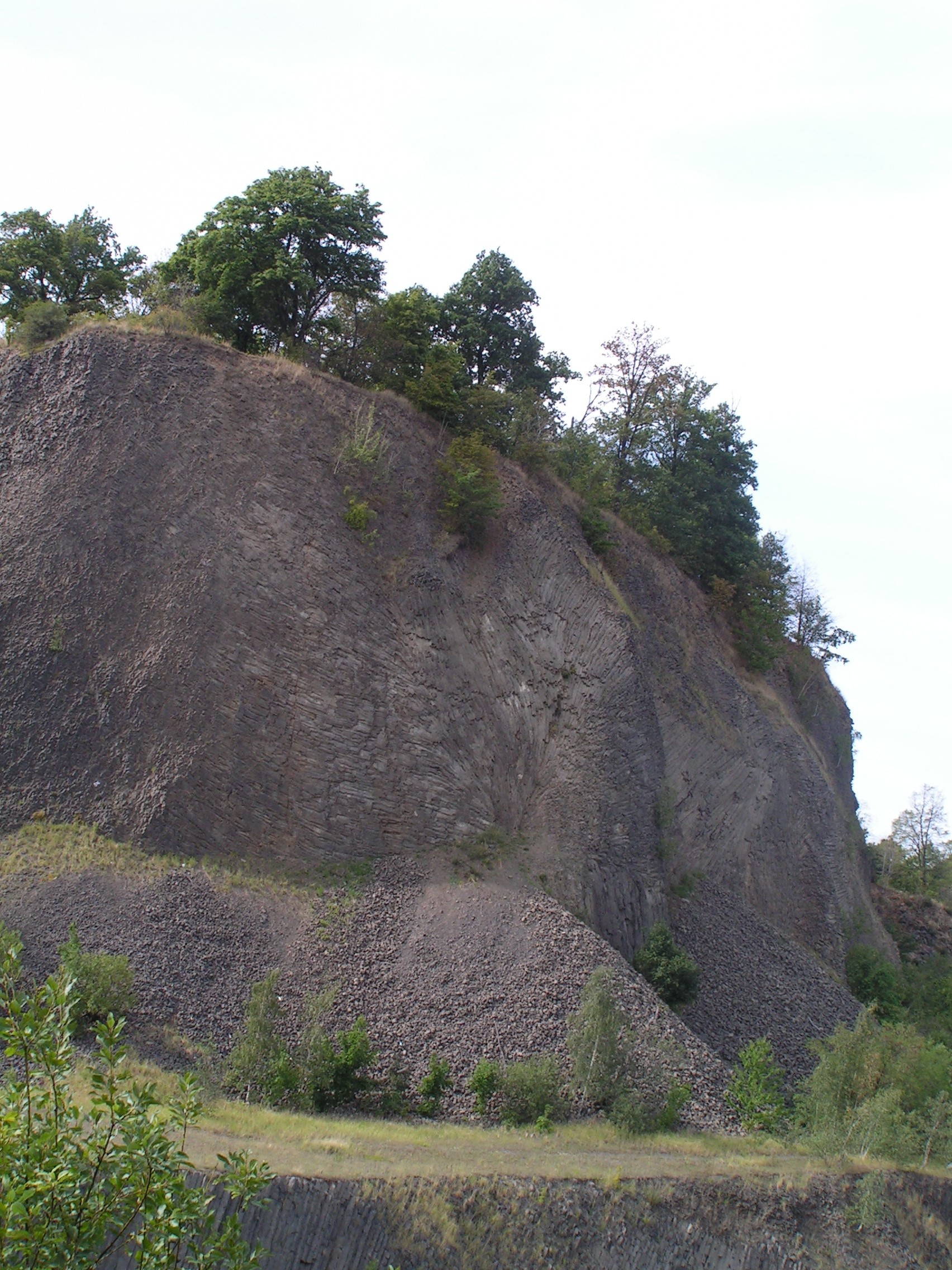
Wolfsberg
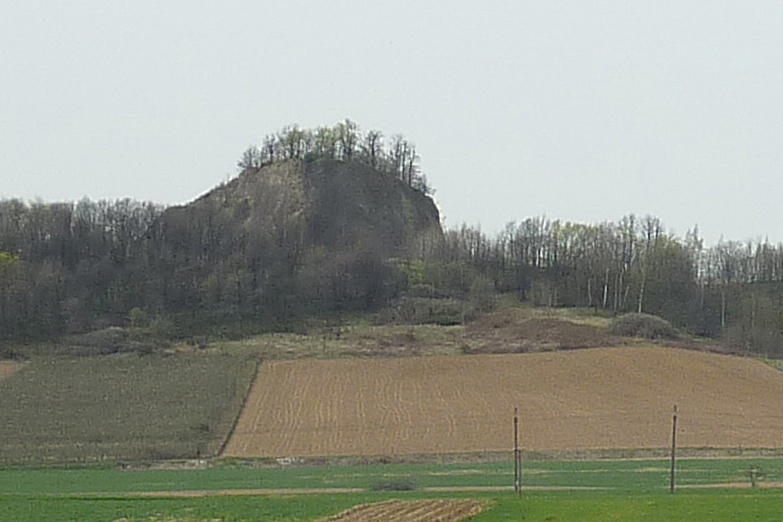
Sicht auf den  Berg von der Landstraße aus